# Natanael Cano Marín
Natanael Cano Marín, noto anche con lo pseudonimo di Canito (San Fernando, 2 novembre 1976), è un ex calciatore spagnolo, di ruolo centrocampista.

## Carriera
Ha giocato in Segunda División e Segunda División B.
Nel 2001 contribuì alla promozione dello Xerez in Segunda División.